# Organela
Organela (lat. organella) u staničnoj biologiji jest specijalizirana podjedinica stanice koja je funkcionalno izdvojena od ostatka stanice vlastitom lipidnom membranom.
Naziv organela nastao je analogijom staničnih struktura s tjelesnim organima, o čemu svjedoče najraniji objavljeni radovi u kojima se spominje isključivo latinski naziv "organum". Prvi koji je upotrijebio deminutivni oblik "organulum" bio je njemački zoolog Karl August Möbius (1884.). Iz konteksta njegova rada se može iščitati da se pri izboru naziva ipak ograničio na reproduktivne strukture jednostaničnih organizama.
Termin organela uvriježio se tek nekoliko godina kasnije obuhvativši i stanične strukture višestaničara, o čemu svjedoči djelo Bengta Lidforssa iz 1915. "Organi ili organele". 20-ih godina organele su zadobile razna značenja, od pokretnih staničnih tvorbi (Kühn), do izvanstaničnih i unutarstaničnih skeletnih sustava protista (Hartmann). Unatoč prijedlogu Alberta Frey-Wysslinga (1978.) da se naziv odnosi samo na strukture koje pretvaraju energiju (centrosom, ribosom, jezgrica) i tvrdnjama zagovornika endosimbiontske teorije prema kojoj organela mora sadržavati vlastitu nasljednu uputu (mitohondrij, kloroplast), zadržala se danas prihvaćena definicija.
Organele su vidljive isključivo mikroskopski, obrađeni metodom frakcioniranja stanica. Najraznovrsnije tipove organela nalazimo u eukariotskim stanicama viših organizama, iako su nedavno dokazi o njihovu prisustvu pronađeni i u prokariota. Uz navedene organele postoje i stanične strukture sastavljene od nakupina makromolekula koje provode određenu specifičnu funkciju, a za koje ne možemo upotrijebiti isti naziv.

## Organele eukariota
Eukarioti su strukturno najsloženiji tip stanica, po definiciji organizirani u manje odjeljke zatvorene lipidnim membranama koje odgovaraju staničnoj membrani. Veće se organele (npr. jezgra i vakuole) raspoznaju već pod svjetlosnim mikroskopom, pa spadaju među prva otkrića nakon izuma mikroskopa.
Dolje navedene organele iako su univerzalne ipak nemaju sve eukariotske stanice. Uz ovisnost o vrsti, postoje i iznimke u broju membrana ili broju istovrsnih organela.
| organela                 | glavna funkcija                                                               | građa           | organizmi        |                                                                                                 |
| ------------------------ | ----------------------------------------------------------------------------- | --------------- | ---------------- | ----------------------------------------------------------------------------------------------- |
| kloroplast (plastid)     | fotosinteza                                                                   | dvomembranski   | biljke, protisti | sadrži neke gene                                                                                |
| endoplazmatski retikulum | translacija i zavijanje proteina (hrapavi ER), metabolizam lipida (glatki ER) | jednomembranski | svi eukarioti    | hrapavi ER je prekriven ribosomima, u obliku je ploćastih vreća; glatki ER je tubularnog oblika |
| Golgijev aparat          | sortiranje i modificiranje proteina                                           | jednomembranski | svi eukarioti    | cis-lice najbliže ER-u; trans-lice najdalje od ER-a                                             |
| mitohondrij              | proizvodnja energije                                                          | dvomembranski   | većina eukariota | sadrži neke gene                                                                                |
| vakuola                  | pohrana, homeostaza                                                           | jednomembranski | eukarioti        |                                                                                                 |
| jezgra                   | održavanje DNK, transkripcija RNK                                             | jednomembranski | svi eukarioti    | sadrži genom                                                                                    |

| organela/makromolekula | glavna funkcija                                 | građa              | organizmi                        |
| ---------------------- | ----------------------------------------------- | ------------------ | -------------------------------- |
| akrosom                | pomaže fuziju spermatozoe s jajetom             | jednomembranski    | većina životinja                 |
| autofagosom            | odvaja citoplazmatski materijal pred razgradnju | dvomembranski      | svi eukarioti                    |
| centriol               | polazište citoskeletona                         | tubularni proteini | životinje                        |
| trepetljika (cilium)   | gibanje u vanjskom mediju                       | tubularni protein  | životinje, protisti, neke biljke |
| glikosom               | provodi glikolizu                               | jednomembranski    | protozoa                         |
| glioksisom             | pretvaranje masti u šećere                      | jednomembranski    | plants                           |
| hidrogenosom           | proizvodnja energije i vodika                   | dvomembranski      | neki jednostanični eukarioti     |
| lizosom                | razgradnja makromolekula                        | jednomembranski    | većina eukariota                 |
| melanosom              | pohrana pigmenta                                | jednomembranski    | životinje                        |
| mitosom                | nepoznato                                       | dvomembranski      | neki jednostanični eukarioti     |
| miofibrila             | kontrakcija mišića                              | filamenti          | životinje                        |
| jezgrica               | proizvodnja ribosoma                            | protein-DNK-RNK    | većina eukariota                 |
| parentesom             | nepoznato                                       | nepoznato          | gljive                           |
| peroksisom             | razgradnja vodikova peroksida                   | jednomembranski    | svi eukarioti                    |
| ribosom                | translacija                                     | RNK-protein        | eukarioti, prokarioti            |
| vezikul                | transport tvari                                 | jednomembranski    | svi eukarioti                    |

ostale strukture:
- citosol
- endomembranski sustav
- nukleosom
- mikrotubul
- stanična membrana

## Organele prokariota
Prokarioti ne pokazuju eukariotski stupanj složenosti, pa se prije držalo da odražavaju jako oskudnu unutarnju organizaciju, tj. da nemaju unutarnje membranom zatvorene strukture. Te su tvrdnje u pitanje dovela nedavna otkrića proteinskih mikroodjeljaka i lipidnih magnetosoma.
| organela/makromolekula | glavna funkcija                    | građa                                | organizmi                   |
| ---------------------- | ---------------------------------- | ------------------------------------ | --------------------------- |
| karboksisom            | fiksiranje ugljika                 | proteinski omotač                    | neke bakterije              |
| klorosom               | fotosinteza                        | iskorištavanje svjetlosne energije   | zelene sumporne bakterije   |
| bič (flagelum)         | gibanje u vanjskom mediju          | proteinsko vlakno                    | neki prokarioti i eukarioti |
| magnetosom             | magnetsko orijentiranje            | anorganski kristal, lipidna membrana | magnetotaksne bakterije     |
| nukleoid               | održavanje DNK transkripcija u RNK | DNK-protein                          | prokarioti                  |
| plazmid                | mijenjanje DNK                     | kružna DNK                           | neke bakterije              |
| ribosom                | translacija                        | RNK-protein                          | eukarioti, prokarioti       |
| tilakoid               | fotosinteza                        | proteini fotosustava i pigmenti      | -                           |